# كالوم بست
كالوم بست (بالإنجليزية: Calum Best)‏ هو عارض أمريكي، ولد في 6 فبراير 1981 في سان خوسيه في الولايات المتحدة.

## وصلات خارجية
- كالوم بست على موقع IMDb (الإنجليزية)
- كالوم بست على موقع قاعدة بيانات الفيلم (الإنجليزية)